# Tobias Kippenberger
Tobias Kippenberger (født 4. maj 1984) er musiker og sangskriver, der er kendt som forsanger for det danske rockband The Floor is Made of Lava.
I 2017 begyndte han at udgive musik i eget navn, og i 2019 udkom hans debutalbum som solokunstner Kroen og Kirken.
Har produceret og udgivet en række podcasts, bl.a. Programmet Om Ingenting sammen med brødrene Oliver & Tobias Enné.
Opvokset i Esbjerg.
I 2024 blev det annonceret at Tobias Kippenberger blev festivaldirektør for den nystartede Suset Festival i Esbjerg.

## Diskografi

### The Floor Is Made Of Lava
- All Juice No Fruit (2007)
- Howl at the Moon (2010)
- Kids & Drunks (2012)

### Kippenberger
- Op og ned i showbiz (single) (2017)
- Uden Hænder EP (2018)
- Kroen og Kirken (2019)

### Feature appearances
- White Pony - Falling (2008)[3]
- Mescalin, baby - Great Book of Lies (2011)[4]